# Port lotniczy Weerawila
Port lotniczy Weerawila – port lotniczy położony w miejscowości Weerawila, w Sri Lance. Jest używany do celów wojskowych i cywilnych. Obsługiwany przez Sri Lanka Air Force. Jest to drugi co do wielkości port lotniczy Sri Lanki.